# Erethizontidae

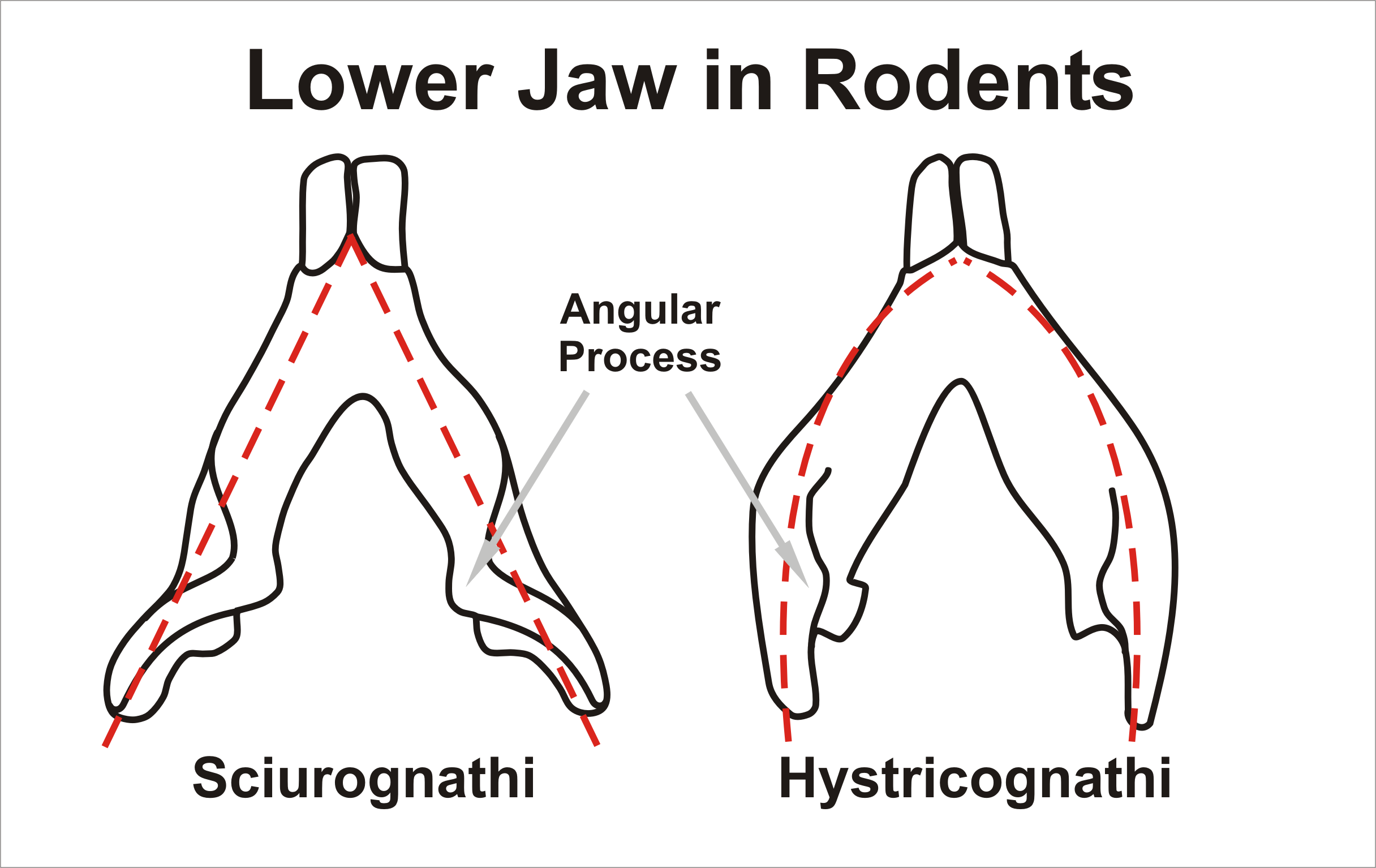
Fig.1

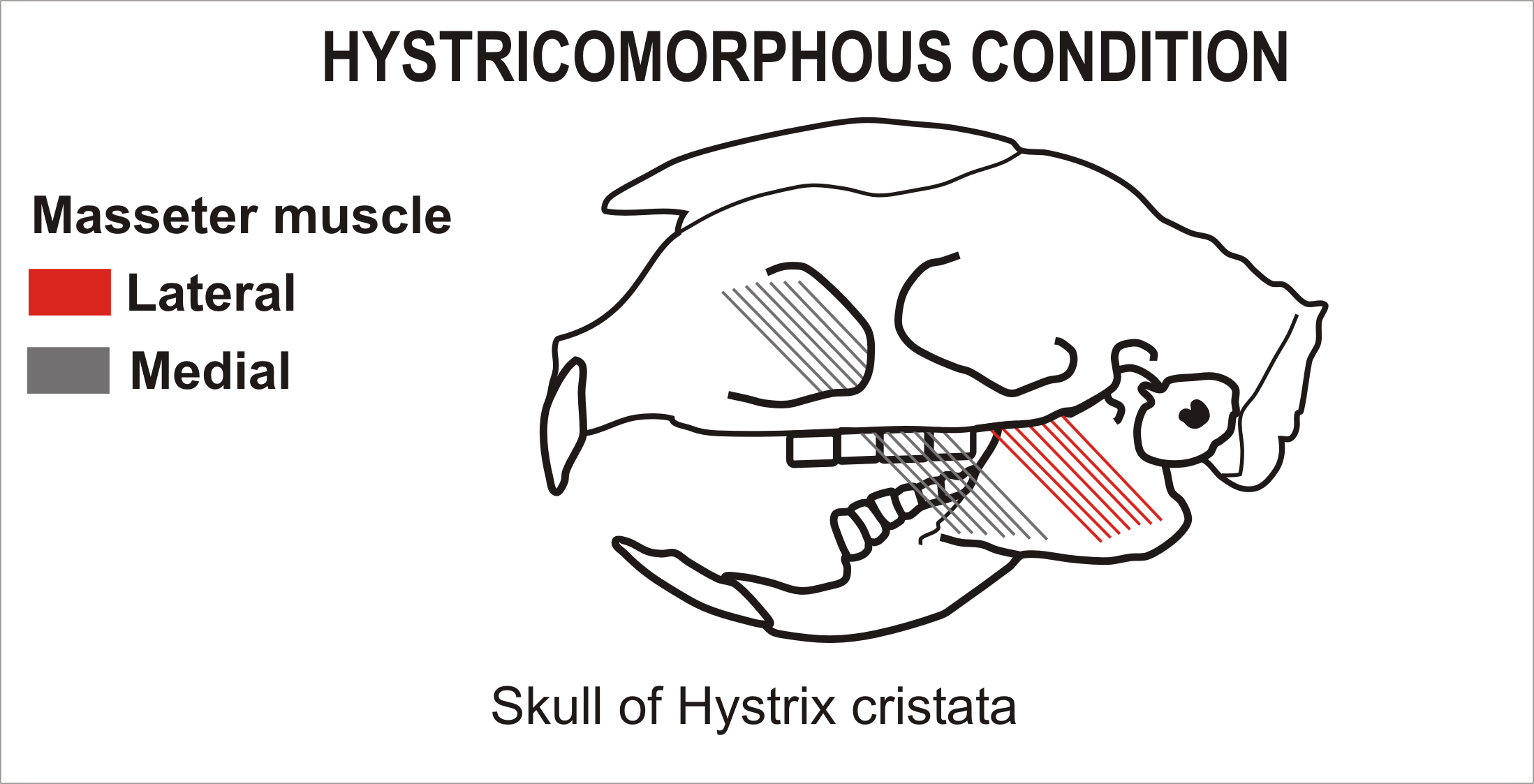
Fig.2

Gli Eretizontidi (Erethizontidae Bonaparte, 1945) sono una famiglia di mammiferi dell'ordine degli Istricomorfi comunemente noti come porcospini del nuovo mondo.

## Descrizione

### Dimensioni
La famiglia comprende roditori di grandi dimensioni con la lunghezza della testa e del corpo tra 300 e 860 mm e la lunghezza della coda tra 75 e 450 mm.

### Caratteristiche craniche e dentarie
Il cranio presenta un rostro corto e tozzo, una larga regione inter-orbitale, delle arcate zigomatiche robuste e proiettate lateralmente e una bolla timpanica prominente. La mandibola è di tipo istricognato (Fig.1), la disposizione del muscolo massetere è istricomorfo (Fig.2), con un grande foro infra-orbitale. Sono presenti quattro denti masticatori su ogni semi-arcata, ognuno con le radici e con una superficie occlusiva composta da quattro o cinque creste trasversali.

### Aspetto
Il corpo è compatto, con arti brevi, teste tozze, piccoli occhi ed orecchie ed una caratteristica lunga pelliccia spinosa. Negli esemplari giovani è presente una lunga peluria soffice che copre quasi completamente gli aculei e che tende ad accorciarsi con l'età. Gli aculei sono setole spinose di sezione circolare con una struttura spugnosa al centro e possono assumere due principali colorazioni, la prima bicolore con la base biancastra o giallastra e le punte nerastre, un'altra tricolore con la base sempre chiara, una porzione centrale nerastra e l'estremità più chiara. Il naso è solitamente peloso, mentre il labbro superiore non è diviso in due. Le zampe sono modificate per la vita arboricola. Il palmo e le piante sono prive di peli e densamente rivestite di tubercoli, nessuno dei quali però può essere ben differenziato dagli altri come negli altri roditori. Le dita hanno forti artigli ricurvi. Sono privi totalmente di pollice, mentre l'alluce è trasformato in un grosso cuscinetto prensile, caratteristica unica tra tutti i mammiferi. La coda è generalmente corta, ricoperta anch'essa di aculei dorsalmente e di setole sotto. Nella maggior parte delle specie del genere Coendou, la parte terminale è prensile. Le femmine hanno quattro paia di mammelle. Talvolta anche i maschi presentano grosse ghiandole mammarie.

## Tassonomia
La famiglia è suddivisa nei seguenti generi:
- Erethizon
- Coendou
- Chaetomys